# Flata griseopunctata
Flata griseopunctata är en insektsart som först beskrevs av Schmidt 1904.  Flata griseopunctata ingår i släktet Flata och familjen Flatidae. Inga underarter finns listade i Catalogue of Life.